# Mana
 Denne artikel omhandler den religionshistoriske betegnelse mana. Opslagsordet har også en anden betydning, se Maná.
Mana er en religionshistorisk og polynesisk betegnelse for en større eller mindre kraft, som hver eneste del af universet besidder. Mana kan findes overalt og i alt, og både personer, dyr, planter, sten, himmellegemer og naturfænomener som regn og torden identificeres alle på deres mana. Sprog har sågar mana, især når det anvendes i formularer, som fx velsignelser, bøn, forbandelser og profeti. 
Ifølge overleveringer er det muligt, hvis man altså har magt og kundskab til det, at overføre mana fra én ting til en anden. Denne hændelse kaldes magi. Dette skal man dog være meget forsigtig med, da magi kan være farlig. Man må både passe på ikke at blande forskellige former for mana, men også at en genstand ikke får for megen mana, idet for store koncentrationer af mana kan forårsage store ulykker og identitetsændringer. Lige præcis fordi manaen er farlig, sætter den grænser for menneskenes udfoldelsesmuligheder og gerninger. Et hvert samfund har fastlagt dets egne præcise regler for, hvordan man skal forholde sig, når man omgås manaen. For dette bruges et andet religionhistorisk og polynesisk ord, tabu.